# David Payne (écrivain)
Pour les articles homonymes, voir Payne et David Payne.
David Payne est un écrivain américain né en 1955 à Henderson en Caroline du Nord.

## Biographie
David Payne est né en 1955 à Henderson, en Caroline du Nord. En 1977, il est diplômé en Creative Writing (écriture créative) de l'Université de Caroline du Nord à Chapel Hill.
Ses études terminées, fortement influencé par Herman Melville, il se fait engager comme marin-pêcheur sur un chalutier pendant un an. Ensuite il explore le monde et voyage en France, en Italie, au Chili, en Turquie... avant d'entamer en 1980 l'écriture de son premier roman qui lui prendra trois ans. Celui-ci, Confessions d'un taoïste à Wall Street (publié tout d'abord en français sous le titre Le dragon et le tigre), est le récit initiatique d'un jeune Chinois parti à la recherche de son père, trader à Wall Street. Ce premier roman recevra le prix Houghton Mifflin Literary Fellowship. Il obtiendra en outre plus de succès en Europe qu'aux États-Unis.
En 1989 il publie son second roman, Early from the Dance (pas de traduction française), roman sur l'innocence perdue et sur le pouvoir rédempteur de la mémoire et du pardon.
En 1993, pour son troisième roman, il crée le personnage de Joey Madden qu'il reprendra dans son quatrième roman Le Phare d'un monde flottant. En 2006 il publie son cinquième roman, Wando Passo, dont l'action se situe sur deux époques, l'actuelle et celle de la Guerre de Sécession.

## Œuvres
- Confessions d'un taoïste à Wall Street (Confessions of a Taoist Monk on Wall Street, 1984)
- Early from the Dance, 1989 (pas traduit en français)
- Le monde perdu de Joey Madden (Ruin Creek, 1993)
- Le Phare d'un monde flottant (Gravesend Light, 2006)
- Wando Passo (Back to Wando Passo, 2006)